# احمد حافظ عوض
احمد حافظ عوض (به عربی: أحمد حافظ عوض) روزنامه‌نگار و مترجم مصری است که در طول سال‌های ۱۸۹۸ تا ۱۹۰۶ میلادی در روزنامه‌های «کوکب الشرق» و «اللواء» به نویسندگی مشغول بود.

## زندگی
وی در دمنهور یکی از شهرهای استان بحیره به دنیا آمد. پس از اتمام تحصیلاتش از دانشگاه الازهر نزدیک به ۴۷ سال به روزنامه‌نگاری پرداخت و تا زمان عزل عباس حلمی پاشا منشی خاص او بود.
احمد حافظ عوض در سال ۱۹۴۲ با رابیندرانات تاگور شاعر برجسته هندی دیدار کرد.

## ترجمه رباعیات خیام
احمد حافظ عوض اولین کسی است که در سال ۱۹۰۱، نُه رباعی از رباعیات خیام را از زبان انگلیسی به عربی ترجمه نمود. او آنها را در مقاله‌ای با عنوان شعراء الفرس عمر الخیام، در شمارهٔ هفتم المجله المصریه منتشر نمود.